# Nico Roehreke
Nico Roehreke (* 1953 als Claus-Heinrich Röhreke in Indien) ist ein deutscher Unternehmer und ein ehemaliger Rennfahrer, der ausschließlich unter dem Pseudonym Nico Nicole startete. Von 1976 bis 1979 fuhr er Rennen in der Japanischen Formel-2-Meisterschaft; bis 1981 nahm er zudem an 18 Sportwagenrennen teil. Da Roehrekes Rennfahrerkarriere auf Japan beschränkt blieb, wurde er von den deutschen Medien kaum wahrgenommen; bis heute ist er in Deutschland weitgehend unbekannt. Nach dem Ende seiner Zeit als aktiver Fahrer konzentrierte er sich auf die von ihm gegründete Nicole Group, die in Tokio ansässig ist und heute hochwertige europäische Fahrzeuge nach Asien importiert. Roehreke ist geschäftlich eng mit BMW und dem Veredelungsbetrieb Alpina verbunden.

## Leben
Roehreke wurde als Sohn des deutschen Diplomaten Heinrich Röhreke geboren. Seine Jugendjahre verbrachte er mit seinen Eltern in Singapur und auf den Philippinen. 1969 kam seine Familie nach Japan. Als sein Vater 1972 nach China versetzt wurde, blieb Roehreke, 20-jährig, in Japan. Er entschied sich für eine Karriere als Rennfahrer, baute daneben aber frühzeitig ein eigenes Unternehmen auf.

## Karriere als Rennfahrer

### Formelsport
Zwischen 1976 und 1979 bestritt Roehreke zahlreiche Rennen der japanischen Formel 2000 bzw. der japanischen Formel 2, nahm aber in keiner Saison an allen Meisterschaftsläufen teil. Er war einige Zeit der einzige Ausländer, der in dem von einheimischen Fahrern geprägten Umfeld mehr oder weniger regelmäßig an den Start ging.

#### 1976
Im Herbst 1976 nahm Roehreke erstmals an einem Rennen der japanischen Formel 2000-Meisterschaft teil, einer Serie, deren Reglement im Kern dem der europäischen Formel 2 entsprach. Er meldete für das Team JAX Racing einen zwei Jahre alten March 742, der von einem BMW-Motor angetrieben wurde.
Bei seinem ersten Einsatz, dem am 26. September abgehaltenen Great 20 Racers Race auf dem Suzuka International Racing Course, kam er als Sechster ins Ziel. Das folgende Rennen, das gleichzeitig das letzte der Meisterschaft war, beendete Röreke nicht. Er war an einer Startkollision beteiligt, in deren Folge insgesamt vier Fahrer ausschieden.

#### 1977
Ab 1977 wurde die bisherige Formel 2000 zur japanischen Formel-2-Meisterschaft. Das Reglement blieb weitgehend unverändert. Die Meisterschaft bestand in ihrem ersten Jahr aus acht Läufen, von denen einige nur ein schwach besetztes Teilnehmerfeld aufwiesen. Roehreke erneuerte für 1977 seine Verbindung zu JAX Racing, auch der Einsatzwagen – der March 742 – blieb unverändert. Er gehörte nun zu den ältesten Fahrzeugen im Starterfeld.
Roehreke nahm an vier Läufen teil. Das beste Ergebnis erzielte er im zweiten Saisonlauf, der IV. Suzuka Diamond Trophy, den er als Siebter beendete. Zweimal wurde er Zehnter, einmal Zwölfter. Die Rennen in der zweiten Jahreshälfte ließ er vollständig aus; in dieser Zeit war er vorrangig mit der Gründung eines eigenen Unternehmens beschäftigt.

#### 1978
In der Saison 1978 ging Roehreke mit einem eigenen Team an den Start, das Ende 1977 gegründet worden war und die Bezeichnung Nicole Racing Japan erhielt.
Nicole Racing meldete als Einsatzfahrzeug einen Kauhsen-Renault. Hierbei handelte es sich um einen in Frankreich entwickelten Rennwagen, der 1978 bereits auf eine längere Geschichte zurückblickte. Das Auto war 1974 von Jean-Pierre Jabouille mit Unterstützung des Sportwagenherstellers Alpine und des Mineralölkonzerns Elf Aquitaine konstruiert worden. Es dominierte 1976 die europäische Formel-2-Meisterschaft; sein Konstrukteur gewann als Fahrer in diesem Jahr mit deutlichem Vorsprung den Meistertitel. Nach dem Wechsel Jabouilles in die Formel 1 übernahm das in Aachen ansässige Willi Kauhsen Racing Team zwei Autos, die es 1977 in der europäischen Formel 2 für Fahrer wie Klaus Ludwig, Michel Leclère, Vittorio Brambilla und Alain Prost einsetzte. Das Kauhsen-Team konnte nicht an die Erfolge Jabouilles anknüpfen; es erreichte 1977 bei den europäischen Läufen „so gut wie nichts“. Zum letzten Rennen der japanischen Formel-2-Meisterschaft 1977 meldete Kauhsen einen der Wagen für Keke Rosberg, der in Suzuka nach nur zwei Runden nach einem Nockenwellenschaden ausfiel. Ende 1977, als Kauhsen am Aufstieg in die Formel 1 arbeitete, übernahm Nicole Racing den zuvor von Rosberg eingesetzten Wagen, konnte in der kommenden Saison aber keine Erfolge mit ihm erzielen.
Zum ersten Rennen der japanischen Formel-2-Meisterschaft 1978 fuhr Roehreke nicht selbst für sein Team. Für das Anfang März in Suzuka abgehaltene Big 2 & 4 Race überließ er den Wagen dem Italiener Gianfranco Brancatelli. Dieser Schritt dürfte auf die Verbindung zu Kauhsen zurückzuführen sein, denn Brancatelli war seinerzeit als Fahrer des künftigen Formel-1-Autos von Kauhsen im Gespräch. Brancatelli brachte den Rennwagen in Suzuka auf Platz fünf ins Ziel.
Im zweiten und vierten Meisterschaftslauf fuhr Roehreke den Kauhsen selbst. Er beendete die Rennen nicht. Nachdem Nicole Racing drei Rennen in Folge ausgelassen hatte, kehrte das Team zum letzten Lauf des Jahres noch einmal zurück. Zum J.A.F. Grand Prix 1978 in Suzuka meldete es einen Chevron B40 mit BMW-Motor. Roehreke beendete das Rennen als Siebter.

#### 1979
1979 war das letzte Jahr, in dem sich Roehreke als Fahrer in der japanischen Formel-2-Meisterschaft engagierte. Er bestritt nur ein Rennen.
Nicole Racing meldete ein Fahrzeug namens Niki NK2, das von einem BMW-Motor angetrieben wurde. Über dieses Fahrzeug ist nur wenig bekannt; in einigen Internetforen wird die Ansicht vertreten, dass es sich um einen Eigenbau Roehrekes auf der Basis des Kauhsen bzw. Jabouille J2 handelt. Der Niki NK2 erschien erstmals beim vierten Lauf der Meisterschaft 1979 auf dem Fuji International Speedway. Roehreke war der Pilot. Er kam als Elfter und Letzter mit zwei Runden Rückstand ins Ziel. Zum sechsten Rennen des Jahres erfolgte noch eine Meldung von Nicole Racing; das Team trat aber nicht mehr an.

### Sportwagenrennen
Parallel zum Formel-2-Engagement, nahm Röhreke ab 1976 auch an insgesamt 18 Sportwagenrennen teil, die in Japan abgehalten wurden. In den ersten Jahren fuhr er regelmäßig einen March 74S mit BMW-Motor, den er im eigenen Namen, für das Team JAX Racing oder für Nicole Racing meldete. Später bewegte er auch andere, teilweise seriennahe Fahrzeuge. Sein letztes Sportwagenrennen fuhr Roehreke 1981; die besten Resultate waren mehrere zweite Plätze.
Übersicht:
| Datum             | Rennen                     | Rennstrecke                        | Team                  | Fahrzeug            | Teamkollege      | Platzierung | Ausfallgrund                |
| ----------------- | -------------------------- | ---------------------------------- | --------------------- | ------------------- | ---------------- | ----------- | --------------------------- |
| 6. Juni 1976      | 250-km-Rennen von Fuji     | Fuji International Speedway        | Nico Nicole           | March 74S-BMW       | -                | 9.          | -                           |
| 5. September 1976 | 200-Meilen-Rennen von Fuji | Fuji International Speedway        | Nico Nicole           | March 74S-BMW       | -                | 10.         | -                           |
| 10. Oktober 1976  | 250-km-Rennen von Fuji     | Fuji international Speedway        | Nico Nicole           | March 74S-BMW       | -                | 5.          | -                           |
| 21. November 1976 | 200-km-Rennen von Fuji     | Fuji International Speedway        | Nico Nicole           | March 74S-BMW       | -                | 5.          | -                           |
| 20. März 1977     | 300-km-Rennen von Fuji     | Fuji International Speedway        | JAX Racing Team       | March 74S-BMW       | -                | -           | Aufhängungsbruch            |
| 26. Juni 1977     | 250-km-Rennen von Fuji     | Fuji International Speedway        | JAX Racing Team       | March 74S-BMW       | -                | 12.         | -                           |
| 4. September 1977 | 200-Meilen-Rennen von Fuji | Fuji International Speedway        | JAX Racing Team       | March 74S-BMW       | -                | 8.          | -                           |
| 8. Oktober 1977   | 250-km-Rennen von Fuji     | Fuji International Speedway        | JAX Racing Team       | March 74S-BMW       | -                | 5.          | -                           |
| 27. November 1977 | 200-km-Rennen von Fuji     | Fuji International Speedway        | JAX Racing Team       | March 74S-BMW       | -                | -           | Motorschaden                |
| 26. März 1978     | 300-km-Rennen von Fuji     | Fuji International Speedway        | Nicole Racing Japan   | March 74S-BMW       | -                | 7.          | -                           |
| 4. Juni 1978      | 250-km-Rennen von Fuji     | Fuji International Speedway        | Nicole Racing Japan   | March 74S-BMW       | -                | -           | Aufgabe                     |
| 3. September 1978 | 200-Meilen-Rennen von Fuji | Fuji International Speedway        | Nicole Racing Japan   | March 74S           | -                | -           | -                           |
| 8. Oktober 1978   | 250-Meilen-Rennen von Fuji | Fuji International Speedway        | Nicole Racing Japan   | March 74S-BMW       | -                | -           | Nach Unfall nicht gestartet |
| 29. Oktober 1978  | 500-Meilen-Rennen von Fuji | Fuji International Speedway        | Harada Racing Company | Alpine A441-Renault | Masahiro Hasemi  | 2.          | -                           |
| 26. November 1978 | 200-km-Rennen von Fuji     | Fuji International Speedway        | Nicole Racing Japan   | GRD S74-BMW         | -                | 6.          | -                           |
| 25. November 1979 | 500-Meilen-Rennen von Fuji | Fuji International Speedway        | Mazda Auto Tokyo      | Mazda RX-7          | Yōjirō Terada    | 5.          | -                           |
| 27. Juli 1980     | 1000-km-Rennen von Fuji    | Fuji International Speedway        | Mazda Auto Tokyo      | Chevron B36-Mazda   | Yuuichi Hagiwara | 2.          | -                           |
| 30. August 1981   | 1000-km-Rennen von Suzuka  | Suzuka International Racing Course | -                     | Mazda RX-7          | Tony Trimmer     | 2.          | -                           |

### Ende der Karriere
Ende 1981 gab Nico Roehreke seine aktive Rennsportkarriere zugunsten seiner Unternehmensgruppe auf. Er war der Ansicht, dass er zwar ein passabler Rennfahrer gewesen sei, aber nicht die Fähigkeit besessen habe, in die Formel 1 aufzusteigen.

## Roehreke als Unternehmer

### Japan
1977 gründete Roehreke das Unternehmen Nicole Racing Japan K.K., das sich neben dem Betrieb eines Formel-2-Rennstalls vor allem mit dem Import von Rennsportzubehör nach Japan beschäftigte. Zwei Jahre danach übernahm Roehreke den Import von Alpina-Fahrzeugen nach Japan und gründete 1982 die Nicole Automobiles K.K. als exklusiven Vertriebspartner für diese in Japan. 1988 folgte die Nicole Cars K.K. zum Vertrieb von BMW- und Mini-Fahrzeugen und 2009 die Nicole MotorCars K.K. als Exklusivpartner für Rolls-Royce Motor Cars. Weitere Unternehmen der Nicole Group sind Nicole Marketing K.K. von 1982, K.K. Nicole EuroCycle von 2009 für den Import von europäischen Fahrradmarken, sowie Y.K. Insurity von 2002 im Versicherungsgewerbe.
Die Nicole Group gilt als der erfolgreichste BMW-Partner im Fernen Osten.

### Deutschland
In Deutschland ist Roehreke im Immobilienbereich aktiv. Die Geschäfte führt sein in München ansässiger Bruder Alexander.